# Archäologische Stätte von Wanggung-ri
In der Archäologische Stätte von Wanggung-ri (koreanisch: 왕궁리) befand sich ehemals der zweite königliche Palast aus der Sabi-Periode des Königreichs Baekje (백제), angesiedelt im Südwesten der Koreanischen Halbinsel, einem heutigen Teil Südkoreas.
Die Stätte wurde im September 1998 mit der Registrierungsnummer 408 als kulturell bedeutsamer Ort von nationaler Bedeutung in Südkorea unter Denkmalschutz gestellt. Am 4. Juli 2015 folgte von der UNESCO die Aufnahme des Geländes unter dem Titel: „Baekje Historic Areas“ in die Liste der Weltkulturerbe.

## Geographie
Die archäologische Stätte von Wanggung-ri liegt rund 9 km nordöstlich von Iksan (익산시) in der Provinz Jeollabuk-do (전라북도) direkt neben der Nationalstraße 1, die westlich davon in nordsüdlicher Richtung an dem Areal vorbeiläuft. Die Tempelanlage Mireuksa, ebenfalls von der UNESCO unter Schutz gestellt, befindet sich knapp 5 km nordwestlich. Das von der UNESCO unter Schutz gestellte Areal der archäologischen Stätte von Wanggung-ri umfasst eine Fläche von 12,35 Hektar, wobei die Schutzzone um das Gebiet noch einmal 12,5 Hektar beträgt.

## Geschichte
Im Jahr 538 n. Chr. verlegte König Seong (성왕) (523–554) die Hauptstadt des Königreichs Baekje von Ungjin (웅진) nach Sabi (사비), dem heutigen Buyeo. Bedingt durch die ständigen Angriffe und Bedrohungen durch das Königreich Goguryeo (고구려) von Norden her, war ihm der Regierungssitz in der Festung Gongsanseong nicht mehr sicher genug. Daraufhin wurde der Palast am Fuße des Berges Busosan in Sabi angelegt, mit dem Berg, der Festung und dem Fluss als Schutz in Richtung Norden. Als später König Mu (무) (Regentschaft 600–641) Iksan als zweite Hauptstadt des Reiches aussuchte, ließ er in dem Areal der archäologische Stätte von Wanggung-ri seinen zweiten Königspalast errichten. Wie lange der Palast bestand und wann er zerstört wurde, ist derzeit nicht bekannt.

## Archäologische Untersuchungen
Erste archäologische Untersuchungen begannen 1989, 24 weitere folgten bis 2013.